# Xylotoles pattersoni
Xylotoles pattersoni är en skalbaggsart som beskrevs av Arthur Sidney Olliff 1888. Xylotoles pattersoni ingår i släktet Xylotoles och familjen långhorningar. Inga underarter finns listade i Catalogue of Life.